# Ulrich Saxer
Ulrich Saxer (* 6. Januar 1931 in Küsnacht; † 8. Juni 2012 bei München) war ein Schweizer Medien- und Kommunikationswissenschaftler.

## Leben
Ulrich Saxer studierte Jurisprudenz, Germanistik und Anglistik an der Universität Zürich und in Grossbritannien. 1957 promovierte er in Germanistik zum Dr. phil. mit der Dissertation Gottfried Kellers Bemühungen um das Theater. Nach der Promotion unterrichtete Saxer zunächst als Deutschlehrer am Kantonalen Gymnasium Freudenberg. Seinen ersten Lehrauftrag erhielt Saxer im Sommersemester 1966. Er hielt eine Vorlesung zum Thema Soziologische Aspekte der Massenmedien.
1970 folgte die Habilitation (Publizistische Strategie und soziokultureller Wandel) und 1973 die Ernennung zum Assistenzprofessor für Publizistik mit Berücksichtigung der Kunstsoziologie an der Philosophischen Fakultät der Universität Zürich. Ab 1975 war Saxer Leiter des Publizistischen Seminars am Institut. Ab 1977 lehrte er dort als Extraordinarius und von 1983 bis zu seiner Emeritierung 1996 als Ordinarius. Zusammen mit Mitarbeitern baute er das Seminar zur theoretisch und empirisch arbeitenden und für praktische Problemstellungen aufgeschlossenen publizistikwissenschaftlichen Lehr- und Forschungsinstitution aus.
Von 1997 bis 2001 war Saxer Ordinarius für Kommunikationssoziologie an der Università della Svizzera italiana. 
Ab 1997 lehrte Saxer als Honorarprofessor für Publizistik- und Kommunikationswissenschaft an der Universität Wien.

## Medienbegriff
Saxer definiert Medien im publizistik- bzw. medienwissenschaftlichen Sinn als „komplexe institutionalisierte Systeme um organisierte Kommunikationskanäle von spezifischem Leistungsvermögen“. Aus dieser Definition leitet er einen integrativen Begriff der Medienwissenschaften ab. Generell mangelt es an einem einheitlichen theoretischen Forschungsprogramm. Zudem neigen die einzelnen Disziplinen dazu, sich auf die einzelnen Medien zu beschränken und in der Folge daraus auch nur sehr spezielle Forschungsleistungen erbringen zu können, die allenfalls eine spezielle Medienontologie darstellen. Eine allgemeine Medientheorie, so Saxer, lässt sich nur durch das oben geschilderte Verständnis von Medien entwickeln. Dazu müssen die Medien hinsichtlich der Aspekte Systemhaftigkeit, Intermedialität, Technizität, Organisiertheit, Funktionalität, Institutionalisiertheit und Medienwandel untersucht werden.

## Sonstiges
- Gründungspräsident der Schweizerischen Gesellschaft für Kommunikations- und Medienwissenschaft
- Mitglied der Eidgenössischen Expertenkommission für eine Medien-Gesamtkonzeption
- Mitglied des Beirats „Medienerziehung und Medienforschung“ der Bertelsmann Stiftung (1985–1995)[4]
- Mitglied des Vorstands (1993) bzw. des Beirats (1993–1996) der Bertelsmann Stiftung
- Mitherausgeber der Seminarreihe Diskussionspunkt und von Publizistik. Vierteljahreshefte für Kommunikationsforschung
- Träger des Pride Award der American Commission for Public Relations (1993)
- Präsident des Aufsichtsrats der Publicom AG, Beratung und Forschung für Medien und Kommunikation Kilchberg-Zürich (ab 1988)